# Zo kan het dus ook (Nielson)
Zo kan het dus ook is een lied van de Nederlandse zanger Nielson. Het werd in 2013 als single uitgebracht.

## Achtergrond
Zo kan het dus ook is geschreven door Lodewijk Martens, Niels Littooij, Barend de Ronden en Don Zwaaneveld en geproduceerd door Martens. Het nummer valt onder het genre nederpop. In het lied zingt de artiest over het focussen op de leuke dingen in het leven en geen aandacht schenken aan het slechte. Het was de opvolger van de debuutsingle Beauty & de brains.

## Hitnoteringen
De zanger had succes met het lied in de Nederlandse hitlijsten. Het bereikte de 36e positie in de Nederlandse Top 40 en stond twee weken in deze hitlijst. Daarnaast bereikte het nummer de 37e positie in de Single Top 100 en stond het acht weken in die lijst.